# Rogers McKee
Rogers Hornsby McKee (né le 16 septembre 1926 à Shelby, Caroline du Nord, États-Unis et mort le 1er septembre 2014 au même endroit) est un lanceur gaucher de baseball qui joue dans les Ligues majeures en 1943 et 1944 pour les Phillies de Philadelphie.

## Biographie
Adolescent parmi plusieurs à brièvement évoluer dans le baseball majeur, privé de joueurs enrôlés pour combattre dans la Deuxième Guerre mondiale, Rogers McKee est le 3 octobre 1943 le plus jeune lanceur du XXe siècle à remporter une victoire, obtenue au terme d'un match complet lancé au Forbes Field de Philadelphie contre les Pirates de Pittsburgh alors qu'il est âgé de 17 ans et 7 jours. Le seul lanceur officiellement reconnu plus jeune que McKee est Willie McGill, gagnant de 11 parties à l'âge de 16 ans en 1890, et possiblement Ed Knouff, dont la date exacte de naissance est inconnue, qui joua dans les majeures en 1885.
Rogers McKee dispute 4 matchs des Phillies de Philadelphie en 1943 et un dernier en 1944. Il fait ses débuts comme lanceur de relève face aux Cardinals de Saint-Louis le 18 août 1943 à l'âge de 16 ans, 11 mois et 3 jours. Ses 4 autres matchs joués avec les Phillies sont comme lanceur partant. Sa fiche est d'une victoire contre aucune défaite et sa moyenne de points mérités s'élève à 5,87 avec un retrait sur des prises en 15 manches et un tiers lancées. McKee meurt le à quelques jours de son 88e anniversaire.